# Schwarze Kirche (Brașov)

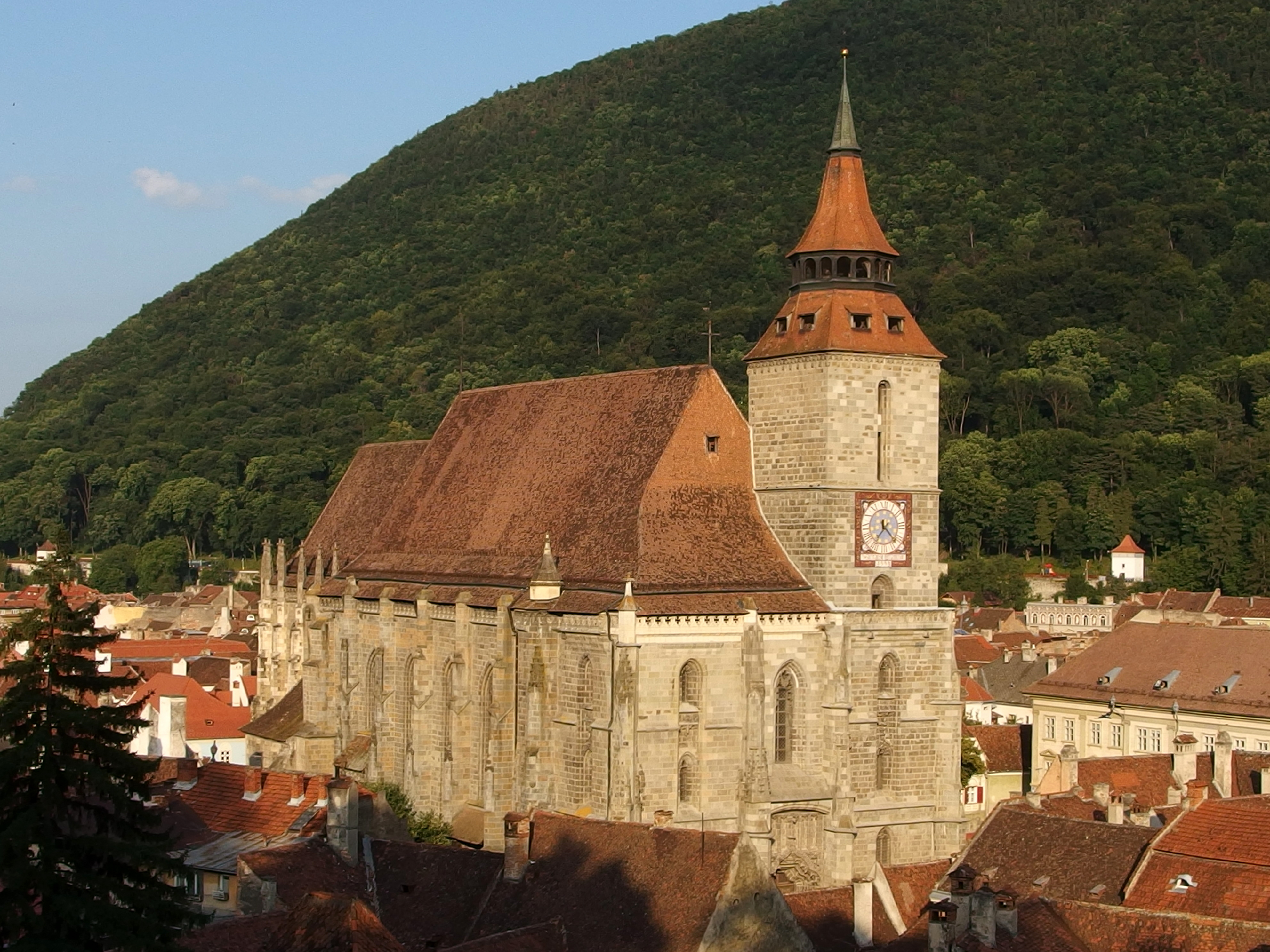
Ansicht von Nordwesten

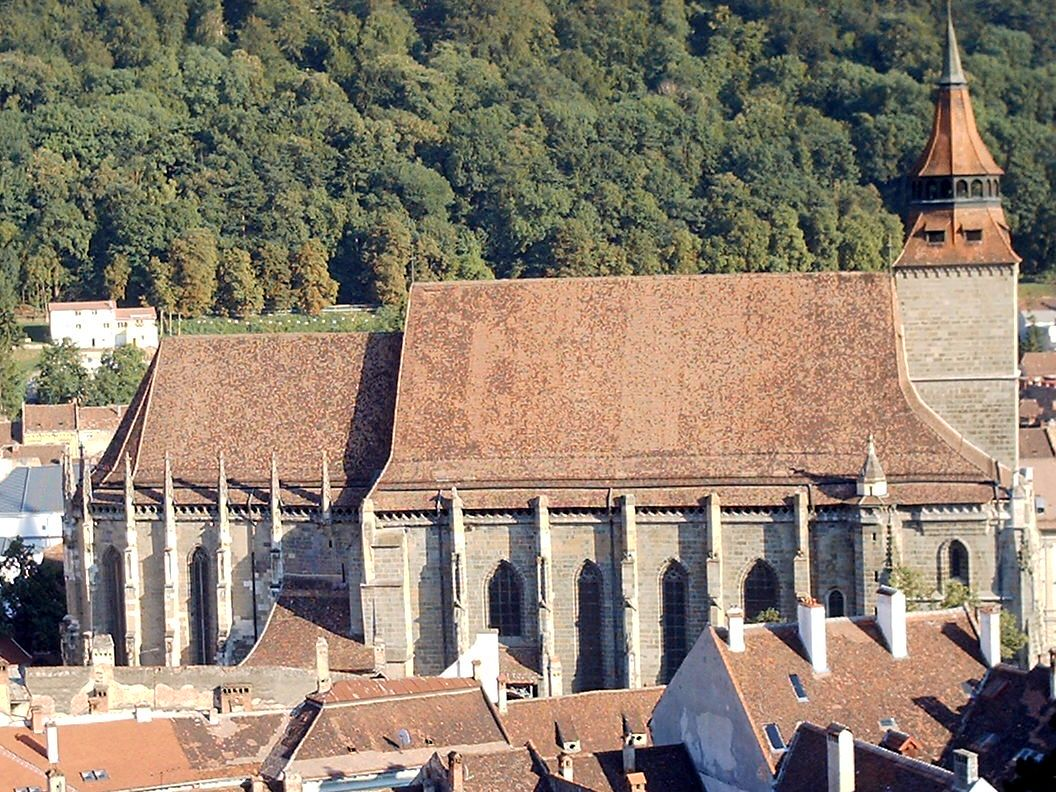
Ansicht von Norden

Die Schwarze Kirche (rumänisch Biserica Neagră) ist eine gotische Hallenkirche in der siebenbürgischen Stadt Kronstadt. Sie zählt zu den bedeutenden Baudenkmälern Rumäniens und Südosteuropas. Zusammen mit dem Alten Rathaus prägt die Schwarze Kirche als Wahrzeichen das historische Zentrum der Stadt.
Ursprünglich war sie als katholische Kirche der Heiligen Jungfrau Maria geweiht. Mit der Reformation in Siebenbürgen, die auf Seiten der siebenbürgisch-sächsischen Bevölkerung wesentlich bestimmt wurde vom Reformator und späteren Kronstädter Stadtpfarrer Johannes Honterus, wurde das katholische Patrozinium aufgegeben. Ihren heutigen Namen trägt die Schwarze Kirche seit einem Stadtbrand im Jahr 1689. Sie ist die Hauptkirche der deutschsprachigen Honterusgemeinde der Evangelischen Kirche A.B. in Rumänien.

## Baugeschichte

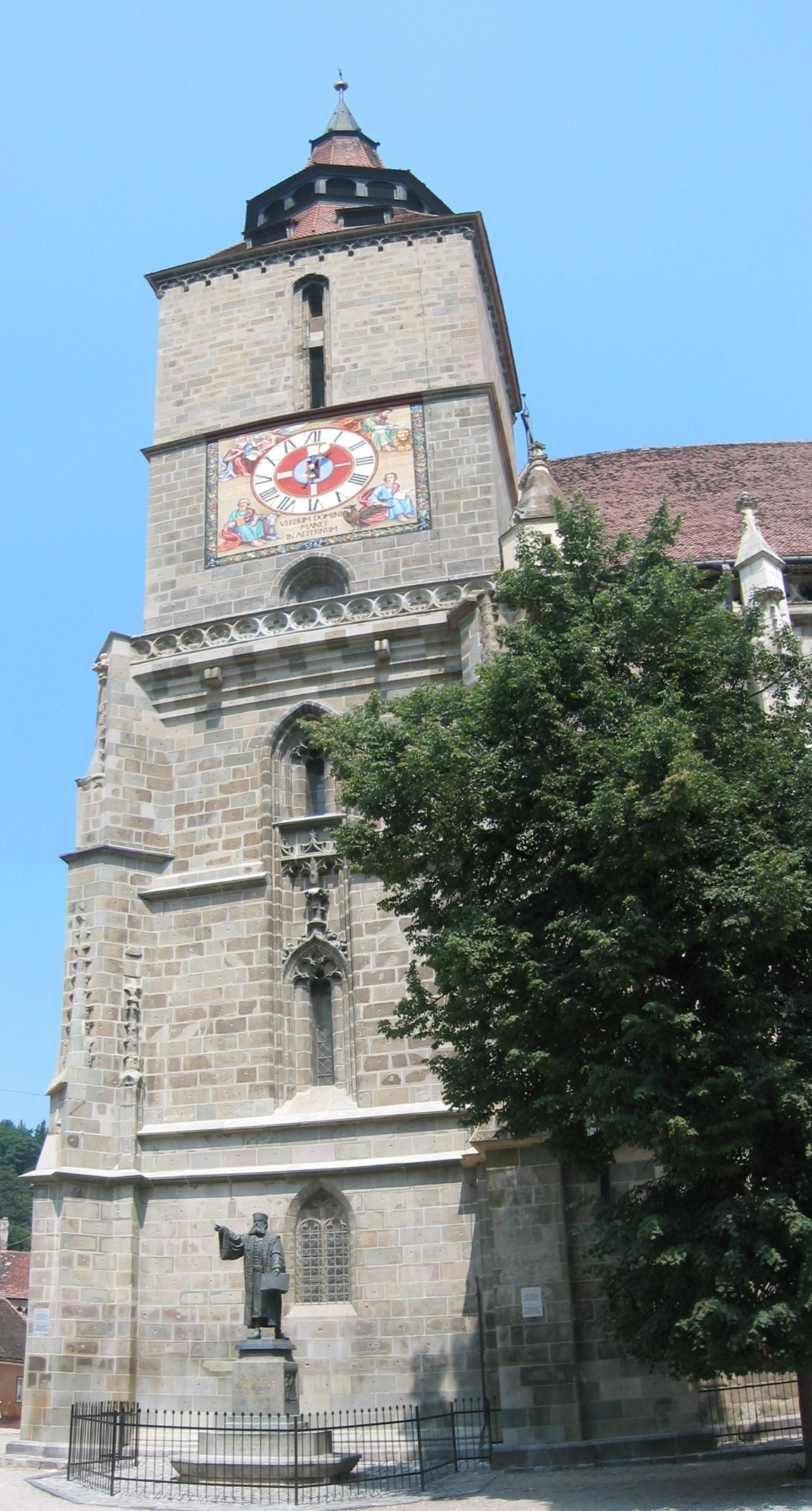
Südturm und Honterusdenkmal

Bei archäologischen Grabungen während Restaurierungsarbeiten wurden 1937 Grundmauern eines Vorgängerbaus freigelegt. Erstmals urkundlich erwähnt wird die Stadtpfarrkirche in einer päpstlichen Steuerliste für das Jahr 1373–1374. Der Grundstein zum Bauwerk wurde 1383 gelegt. 1421 wurde die Kirche während eines Osmaneneinfalls ins Burzenland wieder zerstört. In der ersten Hälfte des 15. Jahrhunderts wurden der Chorraum, die Kirchenschiffe und die westliche Fassade fertiggestellt. Ursprünglich waren für die Westfassade doppelte Türme geplant, von denen jedoch nur der südliche Turm über das Kirchendach hinaus gebaut wurde. Die in der südlichen Vorhalle lesbare Jahreszahl 1477 deutet auf eine Vollendung des Baus zwischen 1470 und 1480 hin. 1472 stiftete der Pleban Johannes Rudel das Taufbecken. Im Jahr 1476 wurden erstmals eine Orgel und die Glocken erwähnt, 1514 die Reparatur der Turmuhr.
Während des gesamten 16. und 17. Jahrhunderts wurden immer wieder Reparaturen wegen Erdbebenschäden dokumentiert. 1655–56 mussten die Strebepfeiler des Triumphbogens verstärkt werden. Bei einem Stadtbrand am 21. April 1689 wurde auch die Stadtpfarrkirche schwer beschädigt. Während Dachstuhl, Türme und Innenraum völlig ausbrannten, blieben die Gewölbe erhalten. Da sich die Errichtung eines Notdachs bis Ende 1690 hinzog, wurden jedoch auch die Gewölbe durch Regenwasser beschädigt, stürzten teilweise ein und wurden 1691 eingerissen. Erst 1693 begann der Wiederaufbau des Kirchendachs, 1707 waren die gotischen Fenster wiederhergestellt, 1710 wurde die Wiederherstellung des Innenraums aufgenommen. Die Seitenschiffe erhalten neue Emporen. Die Arbeiten an der Schwarzen Kirche waren erst mit der Einwölbung des Langhauses von 1762 bis 1772 abgeschlossen.
Im 20. Jahrhundert wurden wiederholt Renovierungsarbeiten notwendig. Die 1912 begonnene Steinrestaurierung durch die ungarische Denkmalpflege wurde 1914 durch den Ausbruch des Ersten Weltkriegs unterbrochen. 1923 bis 1925 wurde die Westempore verbreitert und der Chorraum mit einem polygonalen Ringanker befestigt. 1935 bis 1944 mussten die Fundamente verstärkt werden. Die Sakristei wurde umgebaut, die sechzehn Fialen des Chors wurden durch Kopien aus Kunststein ersetzt. Ebenso wurden die Standbilder der Strebepfeiler des Chors durch neue Skulpturen der Künstler Hans Guggenberger, Margarethe Depner und Kurtfritz Handel ersetzt. Eine Warmluft-Heizungsanlage wurde installiert, die Bänke mit ihren verstellbaren Rückenlehnen eingebaut. 1978 bis 1984 wurde der Innenraum wiederhergestellt. Die Fenster wurden mit Ultraviolettstrahlung filterndem Glas versehen. 1987 bis 1999 wurde mit Unterstützung der Evangelischen Kirche im Rheinland die Restaurierung der Nord- und Westfassade durchgeführt. Die Wandmalereien um die Zifferblätter der Turmuhr wurden nach dem historischen Befund restauriert. 2001 war die Restaurierung der Buchholz-Orgel abgeschlossen. Seit 2016 wird der Dachstuhl der Kirche restauriert.

## Baubeschreibung
Die Schwarze Kirche ist als Hallenkirche geplant worden. Ihr Chorraum misst 28,5 × 16,5 m und wird nach Osten von sieben Seiten eines sechzehneckigen Grundrisses abgeschlossen. Sechs Pfeiler stützen das Gewölbe des Chorraums, dessen Rippen an den Wänden in gebündelten Diensten zusammengeführt werden. Im Norden des Chors befindet sich die Sakristei. Von außen stützen 15 mit Fialen und Standbildern geschmückte Strebepfeiler die Chorwände. Das Langhaus der Kirche weist in den Seitenschiffen Emporen mit sternförmigen Rippengewölben auf. Es misst 41,6 × 22,8 m. Fünf Pfeilerpaare stützen das Gewölbe des Mittelschiffs, das westlichste zusätzlich die Orgelempore. Die Kirche besitzt Maßwerkfenster, deren Laibungen, wie auch die der Portale, reich profiliert sind. Das Ostportal der Südseite des Bauwerks heißt „Hochzeitstor“, das gegenüberliegende Westportal „Beichttor“, an der Nordfassade heißt das Ostportal „Goldene Pforte“, das Westportal „Opfertor“.

## Ausstattung

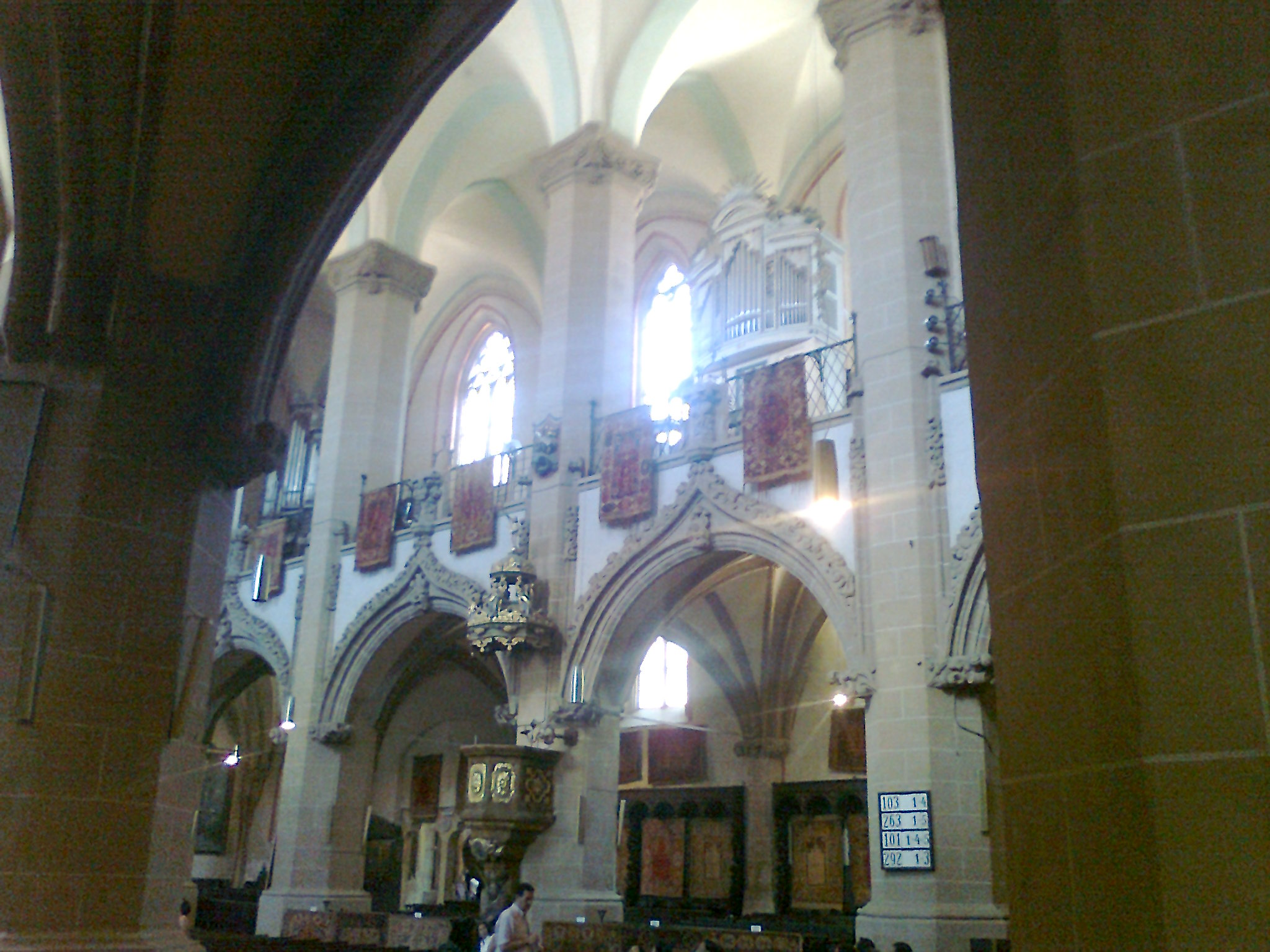
Langhaus der Schwarzen Kirche. An der Außenwand des Seitenschiffs und den Brüstungen der Emporen zahlreiche „Siebenbürger“ Teppiche.

Das gotische Taufbecken in Form eines Messkelchs besitzt eine lateinische Inschrift mit dem Magnificat, der Jahreszahl 1472 und dem Namen des Stifters. Die Kanzel wurde 1696 gestiftet. Sie befindet sich am mittleren Pfeiler der Südseite des Mittelschiffs. Der barocke Kanzelkorb mit den Rundbildern der vier Evangelisten ruht auf einem Fuß mit der Darstellung des Mose mit den Gesetzestafeln. Auf dem Schalldeckel der Kanzel befinden sich Statuen der Evangelisten mit ihren Symbolen sowie des siegreichen Christus mit der Fahne. Der neugotische Hauptaltar wurde 1866 aufgestellt. Entworfen wurde er vom Architekten Peter Bartesch, ausgeführt wurde die Arbeit von Bildhauer Franz Schönthaler.
Im Gestühl der Seitenschiffe des Langhauses sind die Wappen und Zunftzeichen der mittelalterlichen Zünfte zu sehen. Die Stirnwände der beiden westlichen Gestühle besitzen je fünf Gemäldetafeln mit Darstellungen der personifizierten Tugenden. Zahlreiche Epitaphe aus dem 16. bis 18. Jahrhundert wurden bei der Installation der Heizung aus dem Fußboden entfernt und werden jetzt im Erdgeschoss des Nordturms aufbewahrt. Im Chorraum links vor dem Hauptaltar befindet sich das Grab des Johannes Honterus. Außen vor dem Südturm erinnert das lebensgroße Standbild von Harro Magnussen an den Reformator.
In der Vorhalle der Südseite ist im Tympanon über dem inneren Portal ein Fresko aus der Zeit vor dem Kirchenbrand 1689 erhalten. Es zeigt Maria mit Christuskind, zwei Engel mit Krone sowie Barbara von Nikomedien zur Linken Mariens und Katharina von Alexandrien zur Rechten. Seitlich finden sich die Stifterwappen des ungarischen Königs Matthias Corvinus und seiner zweiten Frau Beatrix von Aragón, welche eine Datierung des Freskos auf die Zeit vor 1490 erlauben.
Der Turm der Schwarzen Kirche besitzt eine Uhr mit zwei Zifferblättern in etwa 30 Metern Höhe. Sie sind mit bunten Fresken verziert und weisen lateinische Sinnsprüche auf: Verbum Domini manet in aeternum sowie Sic transit gloria mundi. Im Turm befinden sich drei Kirchenglocken. Die größte mit einem Gewicht von etwa 6000 kg wurde 1858 von Johann Andraschowski in Klausenburg gegossen, eine Werktagsglocke (ca. 1000 kg) von 1839 und eine kleine Glocke bilden heute das Geläut.

## Orgeln

### Buchholz-Orgel
Die Buchholz-Orgel Kronstadt wurde in den Jahren 1836 bis 1839 von der Berliner Orgelbaufirma H. C. A. Buchholz gebaut.
Aufgebaut wurde sie von Carl August Buchholz und drei Gesellen, darunter Pohl und Maywald, und Arbeitern aus Kronstadt. Die größte Pfeife ist etwa 13 Meter hoch. Die Orgel besitzt vier Manuale zu 56 Tasten und ein Pedal zu 27 Tasten, sowie 63 Register. Sie ist auf 450 Hz gestimmt. Die Orgel wurde im Anschluss an die Gesamtrenovierung der Kirche bis Oktober 2001 restauriert.

### Hesse-Orgel
Diese Orgel dient seit der Restaurierung durch Firma Stemmer/Zumikon im Jahre 1997 als Chororgel. Gebaut wurde sie von Carl Hesse aus Wien für die Gemeinde Lechnitz, kam 1907 nach Paßbusch und schließlich 1987 nach Brașov. Sie hat ein Manual mit angehängtem Pedal, acht Register und ist nach italienischem Vorbild mit weichen Flötenstimmen und geteilten Einzelzügen für die Mixtur disponiert. Sie ist auf 440 Hz gestimmt.

## Historische Textilsammlung
In ihrer Vielseitigkeit und Qualität belegen die in der Schwarzen Kirche erhaltenen Textilien die weite handelsgeschichtliche und kulturelle Vernetzung des siebenbürgischen Patriziats. Sie zeugen vom wirtschaftlichen Aufschwung siebenbürgisch-sächsischer Städte an der Wende zur Neuzeit, als sich der Handel zwischen Mitteleuropa und dem Osmanischen Reich ausweitete.

### Paramente
Vor wenigen Jahren wurden zahlreiche liturgische Gewänder von hoher kunstgeschichtlicher Bedeutung in den Depots der Schwarzen Kirche aufgefunden. Bis ins 19. Jahrhundert waren sie noch im Gottesdienst benutzt worden und danach in Vergessenheit geraten. Die mittelalterliche und barockzeitlichen Textilien stammen überwiegend aus italienischen Seidenwebereien, manche aus osmanischen Manufakturen. Die Besätze aus Gold- und Seidenstickerei sind in moldauischen, italienischen, mitteleuropäischen und lokalen Werkstätten entstanden. Neben den kirchlichen Textilschätzen in Halberstadt, Brandenburg und Danzig umfasst der Kronstädter Paramentenschatz einen der reichsten Bestände Mitteleuropas.

### Siebenbürger Teppiche
In der Schwarzen Kirche befindet sich eine der weltweit größten Sammlungen sogenannter Siebenbürger Teppiche. Hierbei handelt es sich um anatolische Knüpfteppiche des 16.–18. Jahrhunderts, die als Luxusware über die Handelsrouten aus dem Osmanischen Reich Kronstadt in großer Zahl erreichten und der Kirche von Bürgern der Stadt gestiftet oder testamentarisch übereignet wurden.

## Bedeutung
Als repräsentatives Baudenkmal und Wahrzeichen im Zentrum der Stadt erhält die Schwarze Kirche eine besondere Rolle als Identität stiftender Raum. Diese beschränkt sich nicht nur auf den siebenbürgisch-sächsischen Bevölkerungsteil, sondern umfasst auch die anderen Ethnien Rumäniens. Mit der Kirche verbinden sich Erinnerungen, die von ihrer Bauzeit über die Reformation bis zur kommunistischen Justizwillkür des „Schwarze-Kirche-Prozesses“ von 1958 reichen.
1421 wurden Kronstadt sowie die noch nicht fertiggestellte Kirche im ungarisch-osmanischen Konflikt teilweise zerstört. Wohl weil in der Folgezeit die Befestigungen stark ausgebaut wurden, standen weniger Mittel für den Kirchenbau zur Verfügung, der deshalb bescheidener ausgeführt wurde als geplant. So erhielt die Westfassade letztlich nur einen statt zweier Türme, der Chorraum ist mit 31 Meter Länge im Verhältnis zum mit 42 m kleineren Langhaus überproportional groß. A. Weber (2013) erkennt in der Schilderung der Ereignisse in der bis ins 18. Jahrhundert am Chor sichtbaren Wandchronik der Stadt ansatzweise eine symbolische Rolle der Kirche als „Antemurale Christianitatis“. Anders als in anderen „südosteuropäischen Erinnerungslandschaften“ sei „bei den Kronstädtern und insgesamt bei den Siebenbürger Sachsen damit jedoch nur in geringem Maße eine viktimisierende Verlustgeschichte verbunden.“ Die „Schwarze Kirche“ sei „trotz aller historischer Beeinträchtigungen in den imposanten Dimensionen westeuropäischer Kathedralen errichtet und erhalten worden“.